# Сноплян, Амаяк Артынович
Амаяк Артынович Сноплян (1907—1985) — Гвардии старшина Рабоче-крестьянской Красной Армии, участник Великой Отечественной войны, командир отделения 77-го гвардейского стрелкового полка (26-я гвардейская Восточно-Сибирская Городокская Краснознамённая стрелковая дивизия, 8-й гвардейский стрелковый корпус, 11-я гвардейская армия, 3-й Белорусский фронт Герой Советского Союза (1945).

## Биография
Амаяк Сноплян родился 26 октября 1907 года на хуторе Афанасьевский Постик (ныне — Туапсинский район Краснодарского края). После окончания четырёх классов школы работал в колхозе, был его председателем. В июле 1941 года Сноплян был призван на службу в Рабоче-крестьянскую Красную Армию. С января 1943 года — на фронтах Великой Отечественной войны.
Участник Великой Отечественной войны с 24 января 1942* года. Воевал на Северо-Западном фронте. Участник Ржевской битвы, Смоленской наступательной операции, боях на витебско-оршанском направлении осенью 1943 года. В бою 26 октября 1943 года был тяжело ранен. Член ВКП(б)/КПСС с октября 1943 года.
С февраля 1944 года вновь на фронте - командир отделения и старшина стрелковой роты в 77-м гвардейском стрелковом полку.
Командир отделения 77-го гвардейского стрелкового полка (26-я гвардейская стрелковая дивизия, 8-й гвардейский стрелковый корпус, 11-я гвардейская армия, 3-й Белорусский фронт) гвардии старшина Сноплян Амаяк Артынович проявил отвагу и мужество в ходе Вильнюсской фронтовой наступательной операции - составной части Белорусской стратегической наступательной операции. В бою 14 июля 1944 года в составе роты перерезал шоссе Гродно-Вильнюс. Рота продолжала вести бой на шоссе, а отделению гвардии старшины Снопляна командир роты поставил задачу выйти на реку Неман (в 2 километрах от места боя), разведать обстановку и найти место для переправы. Двигаясь к Неману, отделение несколько раз вступало в бой с группами немецких солдат. В одной из этих стычек Сноплян уничтожил 2-х немецких солдат и захватил их ручной пулемёт, с которым участвовал в дальнейшем бою.
К июлю 1944 года гвардии старшина Амаяк Сноплян командовал отделением 77-го гвардейского стрелкового полка 26-й гвардейской стрелковой дивизии 11-й гвардейской армии 3-го Белорусского фронта. Отличился во время форсирования Немана. 14 июля 1944 года Сноплян переправился через Неман и разведал немецкую огневую систему, благодаря чему её удалось уничтожить и переправить основные силы на западный берег реки.
Указом Президиума Верховного Совета СССР от 24 марта 1945 года гвардии старшина Амаяк Сноплян был удостоен высокого звания Героя Советского Союза с вручением ордена Ленина и медали «Золотая Звезда».
До Победы продолжал воевать в составе того же полка. Был назначен парторгом роты. Участвовал в Гумбиннен-Гольдапской (октябрь 1944, за отличия награждён орденом Красной Звезды) и в Восточно-Прусской (январь-апрель 1945) наступательных операциях, в том числе в штурме городов-крепостей Кёнигсберг и Пиллау.
После Победы в 1945 года старшина А. А. Сноплян демобилизован. С 1945 года жил на хуторе Садлуцкий в Белореченском районе Краснодарского края, работал председателем райпотребсоюза и председателем колхоза. С 1948 года жил в станице Безымянной и в посёлке Горячий Ключ Краснодарского края, также трудился председателем колхоза.
Скончался 27 декабря 1985 года.

## Награды
- Медаль «Золотая Звезда»[3][4].
- Орден Ленина (24.03.1945)[4]
- Орден Отечественной войны I степени(1985)[5].
- Орден Красной Звезды(16.04.1945)[2]

- медали, в том числе:
  - «В ознаменование 100-летия со дня рождения Владимира Ильича Ленина» (6 апреля 1970)
  - «За победу над Германией» (9 мая 1945[6])[7].
  - «За взятие Кёнигсберга»(9.5.1945)[8].
  - «20 лет Победы в Великой Отечественной войне 1941—1945 гг.» (7 мая 1965[9])
  - «30 лет Победы в Великой Отечественной войне 1941—1945 гг.»[10]
  - «Медаль «Сорок лет Победы в Великой Отечественной войне 1941-1945 гг.»»[11]
  - «Ветеран труда»
  - «30 лет Советской Армии и Флота»[12]
  - «40 лет Вооружённых Сил СССР»[13]
  - «50 лет Вооружённых Сил СССР» (26 декабря 1967[14])
  - «60 лет Вооружённых Сил СССР» (28 января 1978[15])

- Знак «25 лет победы в Великой Отечественной войне» (1970)

## Память
- На могиле установлен надгробный памятник
- Его имя увековечено в Главном Храме Вооружённых сил России, и навсегда запечатлено на мемориале «Дорога памяти»